# Ринок факторів виробництва
Ринки факторів виробництва — ринки як елемент ринкової економіки, на яких, на відміну від ринків продукції, попит формують фірми, які споживають виробничі ресурси, а пропозиції формують домогосподарства — як власники ресурсів.
На ринках факторів визначаються ціни та обсяги використання факторів. Ринки факторів виробництва вважаються вторинними по відношенню до ринків готової продукції, тому що стан перших визначаються станом других.